# Hochwasserrückhaltebecken Treysa-Ziegenhain

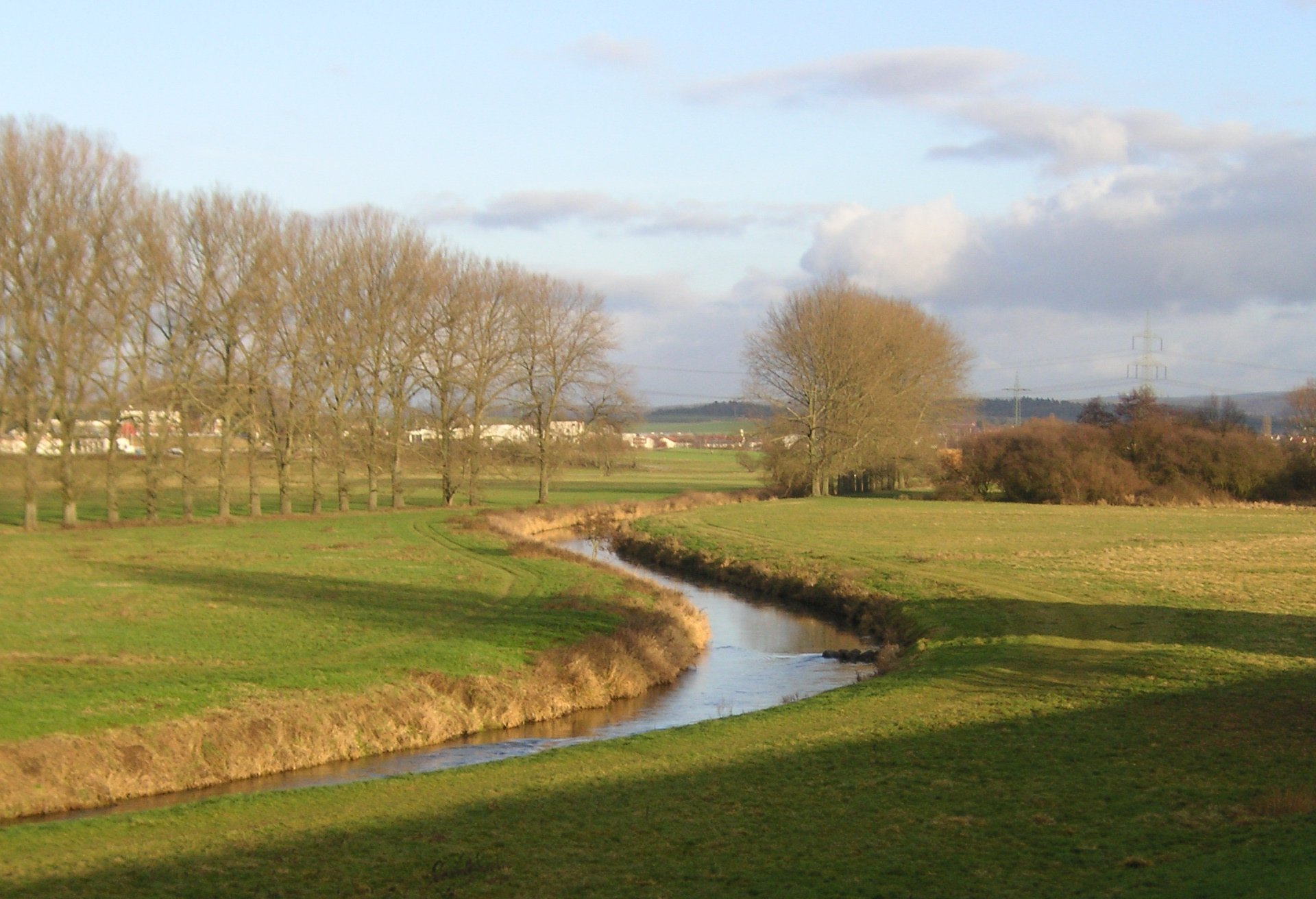
Der Fluss Schwalm im HRB Treysa-Ziegenhain mit Häusern von Treysa im Hintergrund

Das Hochwasserrückhaltebecken Treysa-Ziegenhain des Wasserverbandes Schwalm ist ein Hochwasserrückhaltebecken (HRB) am Eder-Zufluss Schwalm bei Loshausen, Ziegenhain und Treysa im nordhessischen Schwalm-Eder-Kreis und gehört zum Einzugsgebiet der Fulda.
Als „grünes Becken“, in dem sich normalerweise kein Wasser befindet, dient es dem Hochwasserschutz der am Becken (wie Ziegenhain und Treysa) und unterhalb desselben gelegenen Ortschaften sowie dortiger Infrastruktur und schützt das Flussgebiet der Fulda vor Hochwasser.

## Geographische Lage
Das Becken liegt in der Landschaft Schwalm, unterhalb der Mündung der Steina in die Schwalm, an der Schwalm und deren Zufluss Grenzebach. Es reicht vom Willingshausener Gemeindeteil Loshausen bis zu den Schwalmstädter Stadtteilen Ziegenhain und Treysa. Sein Hauptstaudamm steht knapp 500 m ostnordöstlich des Treysaer Ortszentrums.

## Geschichte
Weil die Schwalm öfters starkes Hochwasser führte, wie beim bisher höchsten gemessenen Schwalmhochwasser vom 5. Dezember 1960 (Abfluss von 157 m³/s in Uttershausen), und dabei große Teile der am heutigen Becken und flussabwärts gelegenen Ortschaften überflutete, wurde am 6. Dezember 1962 der Wasserverband Schwalm gegründet, und am Fluss wurden in der Folgezeit mehrere Hochwasserrückhaltebecken errichtet. So entstand am Mittellauf das HRB Treysa-Ziegenhain, das überschüssiges Schwalmwasser aufnimmt. Der Bau seiner Staudämme begann im Jahr 1967 und war 1972 vollendet.
Zum stärksten Hochwasser seit der Dammerrichtung kam es ab 24./25. Januar 1995, ausgelöst durch Dauerregen und Schneeschmelze, wobei die Pegel ab 2. Februar 1995 sanken und sich die Dämme des Beckens bewährten.

## Staudämme mit Auslassbauwerk
Die Staudämme sind insgesamt etwa 10 km lang. Sie bestehen aus Erdschüttungen. In den 1780 m langen Hauptdamm wurde ein Auslassbauwerk aus Stahlbeton integriert. Direkt südsüdwestlich des Auslassbauwerks wurde ein Betriebsgebäude mit Kontroll- und Steuergeräten errichtet.
Die Hochwasserentlastung (Heberwehr) funktioniert nach dem Prinzip des Hebers. Auf beiden Seiten des Sperrbauwerks sind je zwei Schächte mit großen rechteckigen Einläufen angebracht. Sie ziehen das Wasser wie ein Heber aus dem Becken ab, sobald der Wasserstand die Überlaufkante, die sich im Innern der Schächte befindet, überschreitet.

## Hochwasserrückhaltebecken
Das Staubecken hat 8 Mio. m³ Gesamt- bzw. Hochwasserschutzraum.  Der Stauraum ist für ein rund 548 km² großes Niederschlags- bzw. Einzugsgebiet ausgelegt, was etwa 42 % des Einzugsgebiets der Schwalm ausmacht.
Das Hochwasserrückhaltebecken besteht aus zwei Teilen: das südöstliche Oberbecken, das zwischen Loshausen, Steina und Ziegenhain auf der Hohen Wiese bzw. Hohwiese liegt und kein zusätzliches Absperr- bzw. Auslassbauwerk besitzt, und das nordwestliche Unterbecken, das sich zwischen Ziegenhain, Ascherode und Treysa auf der Aue erstreckt. Verbunden sind beide Becken durch die dort kanalisierte Schwalm. Der Höhenunterschied (gemessen am Beckengrund) zwischen Oberbecken (Mittel: 212 m Höhe) und Unterbecken (Mittel: 210 m Höhe) ist nur gering.

## Arbeiten an Fließgewässer und Infrastruktur
Beim Bau des Hauptdamms wurde der im Dammbereich befindliche Gewässerabschnitt der Schwalm als offen durch den Damm führender Kanal ausgebildet. Zudem wurden Zufahrtsstraßen zum Damm und ein über den Damm führender Spazier-, Wander- und Kontrollweg angelegt.

## Verkehr
Etwa nördlich an beiden Becken vorbei führt die Bundesstraße 454, die sich nordöstlich des Oberbeckens einen Straßenabschnitt mit der Bundesstraße 254 teilt. Westlich vorbei am Hauptdamm des (Unter-)Beckens führt die Main-Weser-Bahn, von der früher in Beckennähe weitere Strecken abzweigten. Am Nordrand des oberen Beckenteils liegt das Segelfluggelände Der Ring in Schwalmstadt.